# Walter Merkur
Walter Merkur byl licencí britského 9válcového hvězdicového motoru Bristol Mercury, který vyráběla firma Bristol Aeroplane Company. Od poloviny 20. let. do 40. let 20. století poháněl civilní i vojenské letouny. Vyvinut byl z dřívějšího modelu Jupiter. Motor byl licenčně vyráběn ve Francii, v Itálii (Alfa Romeo 126 Mercurius), v Polsku (P.Z.L. Mercury), v Finsku (Tampella) a ve Švédsku (NOHAB Mercury). Motor Mercury vyráběla v letech 1931-1939 i společnost A.S. Walter, továrna na automobily a letecké motory v Praze XVII. Jinonicích jako Walter Merkur v několika variantách.

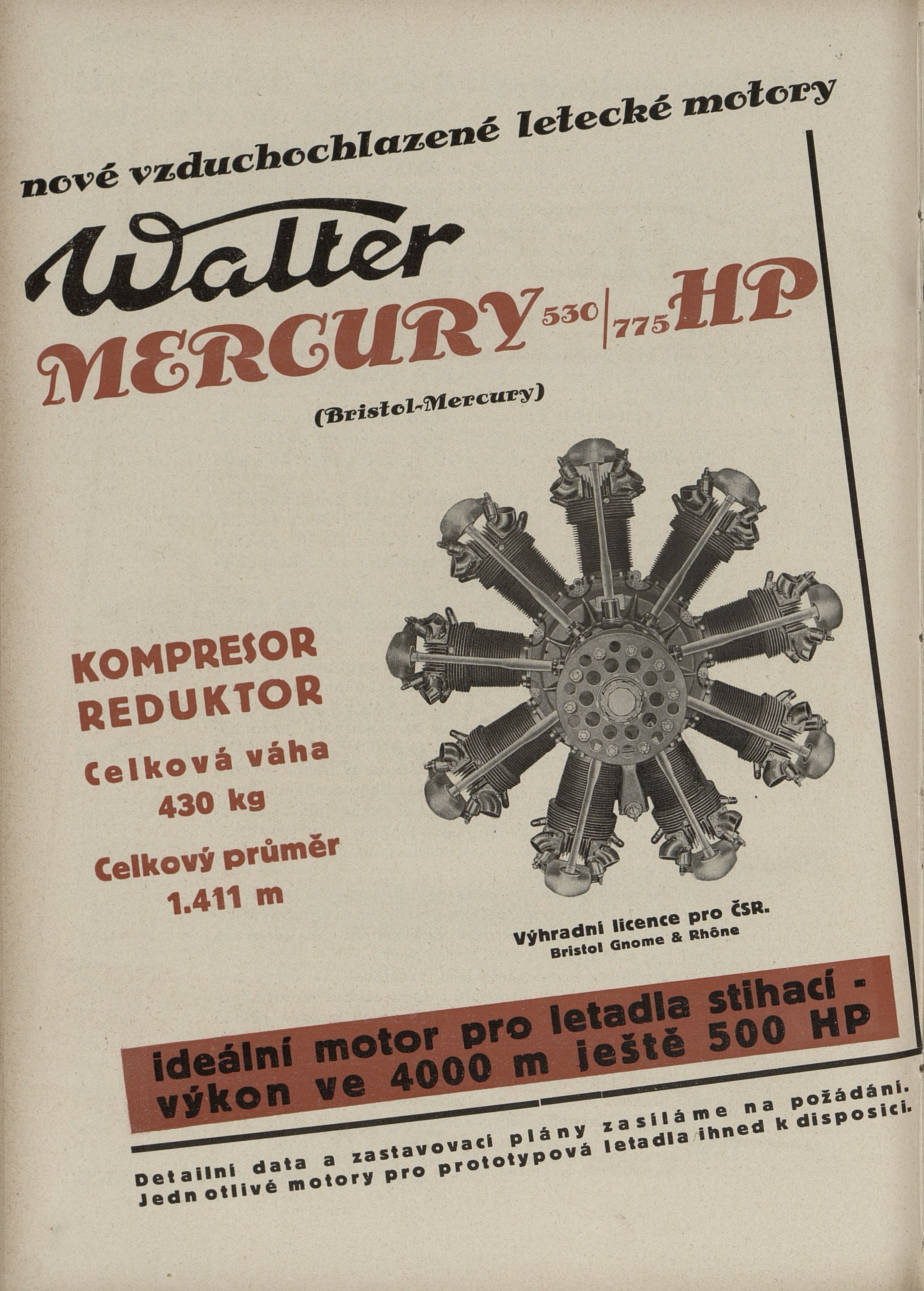
Dobová reklama na Walter Mercury (1931)

## Vznik a užití
Motor Mercury byl vyvinut společností Bristol Aeroplane Company v roce 1925, kdy předchozí Bristol Jupiter dosáhl konce své životnosti. Návrh a konstrukci zpracoval stejně jako u Jupitera konstruktér Roy Fedden. Výrazně modernizovaný Jupiter byl nadále vyráběn jako Bristol Pegasus. Velmi záhy se ale ukázalo, že pro mnohé aplikace jsou výkon motoru Pegasus i fyzické rozměry až zbytečně velké. Firma Bristol reagovala vývojem zmenšené verze se zkráceným zdvihem a zmenšeným zdvihovým objemem, který obdržel jméno Bristol Mercury. Nový motor se vyznačoval robustností, provozní spolehlivostí, úsporným a klidným chodem i vysokou životností, díky nimž bylo nakonec vyrobeno u mateřské firmy i v licencích přes 30 000 kusů. 
Do Československa (Walter Merkur) se vlastně dostal dvojí cestou. Licence pro první verzi Merkuru byla nakoupena jako v případě Walter Jupitera jako sublicence od francouzské firmy Gnome et Rhône, typ Mercure (Mercury IV). Ta byla v Československu označena jako Walter Merkur IRC (1931). Licence pro další verze byly nakoupeny přímo od společnosti Bristol. V Československu byly tyto další verze motorů označeny jako Walter Merkur V-S2, VIII a IX (1934–1939). Nejúspěšnější v aplikacích byl Walter Merkur V-S2. Všech Merkurů se v Jinonicích se vyrobilo podle továrních údajů 40 ks, přičemž letounů Letov Š-231 s motory Walter Merkur V-S2 bylo vyrobeno 24 a k nim bylo dodáno 17 záložních motorů tj. 41. V tomto počtu vyrobených motorů nejsou započteny ostatní verze Merkur IRC, VIII a IX.
Prvním motorem byl motor Mercury IRC (1931) s reduktorem 2:3 a s nuceným plněním vysokoobrátkového kompresoru. Byl překomprimovaný na 3400 m, kde dosahoval výkonu 530 k/390 kW. Tento motor byl předurčen pro rychlé stíhací a pozorovací letouny. Od roku 1934 byl ve výrobě Walter Merkur V-S2, rovněž vytipovaný pro stíhací letouny. Tento a následné motory měly zkrácený zdvih ze 190 na 165 mm a tím i snížený objem válců. Jako poslední byl ve výrobě Walter Merkur IX (1938), který byl předurčen pro instalaci do průzkumných letounů Aero A-300.

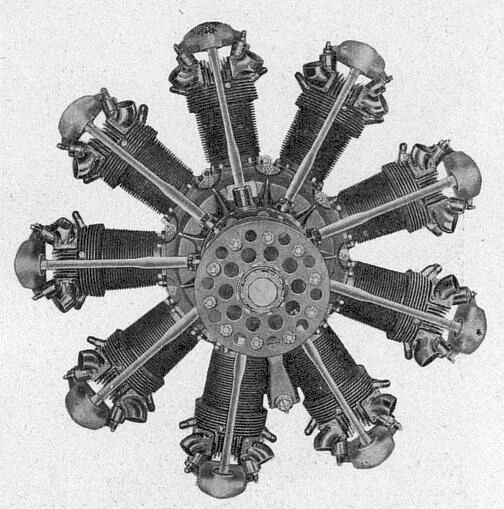
Walter Merkur IRC (1931)

## Popis motoru
Od svého předchůdce Jupitera se typ Mercury IRC v konstrukci nejzásadněji lišil použitím lisovaných hlav válců z hliníkové slitiny, s bohatým žebrováním, vyfrézovaným z výlisku. Dále byl upraven tvar kompresního prostoru a v rozvodu OHV novým uspořádáním čtyř ventilů (2 sací, 2 výfukové), uložením ventilů (pod úhlem 60°) a zapouzdřením tyčinek, vahadélek a per. Motor byl vybaven pneumatickým spouštěčem, palivovým čerpadlem s přetlakovým ventilem a automatickou regulací tlaku směsi za kompresorem. Motor byl opatřen souosým planetovým reduktorem s převodem na vrtuli 2:3 (0,666).
Pro verze Merkur VIII a IX byl motor odlehčen, změněny převody reduktorů na vrtuli 7:4 resp. 2:1 a komprese byla zvýšena na 6,3:1. Motor byl vybaven mechanickým startérem Walter Mechano 36 (hmotnost 10,5 kg) nebo elektrickým Walter Elektro (hmotnost 13,3 kg).

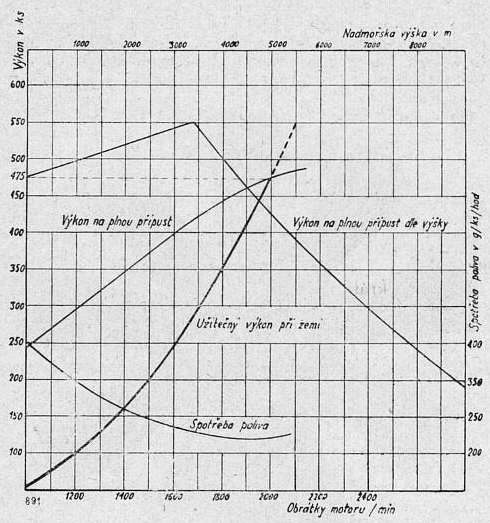
Walter Merkur IRC (charakteristiky)

## Operační nasazení
První verze Merkura byla uvažována při modernizace letounu Aero A-42. V roce 1933 byl tento bombardovací letoun, který se příliš v provozu neosvědčil, byť s ním rotmistr Svozil roku 1930 vytvořil světový rekord – na okruhu dlouhém 1000 km se zátěží 500 kg dosáhl rychlosti 253,428 km/h. Byl tedy továrnou Aero upravován na dvoumotorovou verzi A-42c, která měla být osazena motory Walter Merkur IRC (Mercury IV) o nominálním výkonu 350 kW (475 k). V té době se s potížemi upravovala verze A-42b. Ministerstvo obrany se zaleklo narůstajících potíží a při současném poklesu prostředků ze státního rozpočtu na zbrojní výdaje celou akci A-42 v prosinci 1933 zrušilo a k použití motoru Walter Merkur IRC nedošlo. Rovněž jako se plané se ukázaly naděje továrny Walter na využití těchto motorů v letounech Letov Š-128 a Š-228 (1930–1931). Ty využily originální motory Gnome-Rhône Mercure 9Brs (Mercury IV).
Od roku 1933 byl ve vývoji letoun Letov Š-231 a teprve v listopadu 1934 byl vydán oficiální závěrečný posudek s potvrzením, že letoun Š-231 po všech úpravách ministerstvu národní obrany vyhovuje. Sériové letouny vyráběné v roce 1935 byly poháněny licenčním levotočivým vzduchem chlazeným hvězdicovým devítiválcem Walter Merkur V-S2 o startovním výkonu 412 kW (560 k), krytým townendovým prstencem s dřevěnou dvoulistou vrtulí Letov. Palivo tvořila směs benzínu, benzolu a líhu (případně benzínu a benzolu). K československému vojenskému letectvu začal Letov Š-231 přicházet v druhé polovině roku 1936 (kdy byla dokončena série 25 strojů), avšak již na přelomu let 1936/1937 rozhodlo MNO o jejich prodeji Španělskému republikánskému letectvu. Krátce poté byly staženy z výzbroje u Leteckého pluku č. 2 v Olomouci. Kupní smlouvu na základě pověření ministerstva z 9. ledna 1937 na dodávku 24 stíhacích letadel Letov Š-231 a 17 záložních motorů Walter Merkur VS2 podepsali zástupci 23. ledna 1937 v estonském Tallinu a již 26. ledna převzal Letov do revize první dva Š-231. Následně 28. ledna 1937 dostala III. peruť 2. leteckého pluku rozkaz přelétnout do konce měsíce z Olomouce do Letňan dalších dvanáct strojů a 7. února stálo na továrním letišti Letova osm zbývajících Š-231. Do Španělska byly letouny zasílány v rozloženém stavu v průběhu roku 1937. Tyto letouny pak byly nasazeny ve španělské občanské válce na straně republikánů.
Dne 20. dubna 1938 poprvé vzlétl pozorovací letoun, čtyřmístný dvoumotorový dolnoplošník se zatahovacím záďovým podvozkem a uzavřenými prostory osádky Aero A-300 s odlehčenými motory verze Bristol Mercury IX. Předběžný posudek vydaný ústavem VTLÚ vyšel pro prototyp poměrně kladně. Celkově letoun vykazoval velmi dobré letové vlastnosti. Výzbrojní komise MNO 9. listopadu 1938 jednomyslně doporučila zavést A-300 do výzbroje. Nejdříve měla být objednána 10-15kusová ověřovací série s motory Walter Merkur IX, to by znamenalo vyrobit 20-30 motorů. Kolik z tohoto počtu jich bylo vyrobeno, známo není. Po vytvoření Protektorátu Čechy a Morava v březnu 1939 padl Němcům do rukou prototyp a dva rozestavěné stroje již s motory Walter Merkur IX. Tím vlastně projekt A-300 skončil. Následně prý Němci zkoušeli prototyp u společnosti Focke-Wulf v Brémách, kde po něm stopy mizí.
Podle výrobce Walter byly motory Walter Merkur použity ještě na dalších typech letounů, zřejmě se však jednalo o jednotlivé instalace nebo ve svých materiálech výrobce použil dokumentaci s motory Bristol Mercury.

## Varianty Walter
- Walter Merkur IRC (1931) - Bristol Mercury IV (1929)
- Walter Merkur V-S2 (1934) - Bristol Mercury IV S.2 (1932)
- Walter Merkur VIII (1938) - Bristol Mercury VIII (1935)
- Walter Merkur IX (1938) - Bristol Mercury IX (1935)

## Použití v letadlech
- Aero A-42c
- Aero A-300
- Letov Š-128 a Š-228
- Letov Š-231

## Specifikace

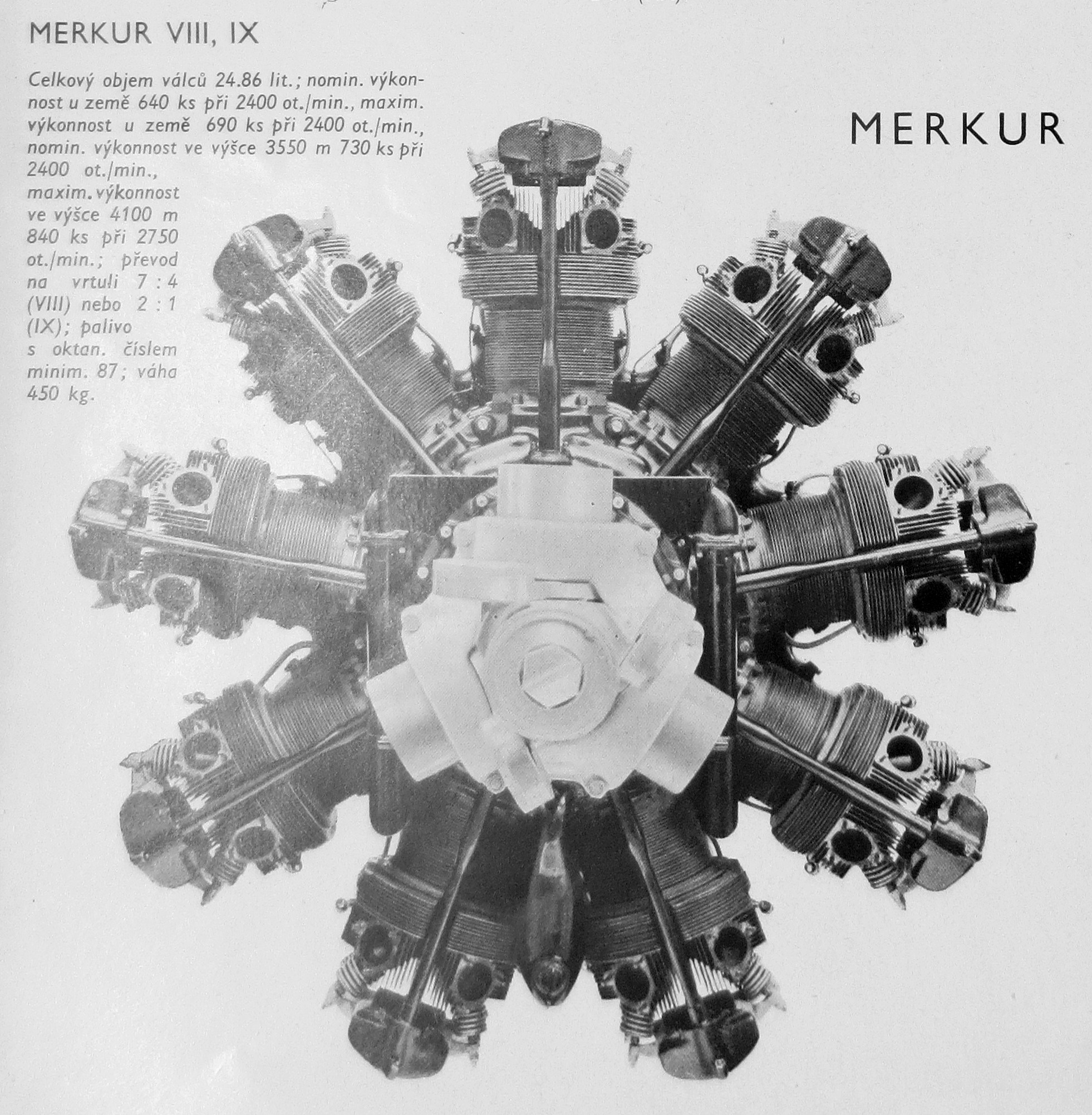
Walter Merkur VIII, IX

Údaje dle

### Technické údaje
- Typ: čtyřdobý zážehový hvězdicový devítiválcový letecký motor
- Vrtání válce: 146 mm
- Zdvih pístu: 165 mm
- Celková plocha pístů: 1507 cm²
- Zdvihový objem motoru: 24 860 cm³
- Průměr motoru: 1307 mm
- Délka motoru: 1465 mm
- Hmotnost suchého motoru: 450–485 kg (dle typu)

### Součásti
- Rozvod: OHV, 2 sací a 2 výfukové ventily chlazené sodíkem na válec
- Palivový systém: karburátor Triplex VII (IRC), Claudel-Hobson s automatickou regulací tlaku a směšovacího poměru
- Předepsané palivo: směs benzinu, benzolu a lihu v poměru 6:2:2 (případně benzínu a benzolu), 87 oktanů (dle typu)
- Spotřeba paliva: 220 g.h−1.k−1 / 299 g.h−1.kW−1 (IRC, V3-2)
- Zapalování: Scintilla GN9DA s automatickým předstihem
- Kompresní poměr: 5,3:1 (IRC), 5,5:1 (V-S2), 6,3:1 (VIII, IX)
- Kompresor: odstředivý, jednorychlostní, jednostupňový kompresor
- Mazání: tlakové oběžné, se suchou klikovou skříní
- Pohon: dřevěná dvoulistá nebo kovová třílistá vrtule
- Převod na vrtuli: 3:2 (IRC, V-S2), 7:4 (VIII), 2:1 (IX), reduktor Farman
- Nominální otáčky vrtule: 1 333 ot/min
- Chladicí systém: chlazení vzduchem

### Výkony
- nominální výkon: 475 k (350 kW) při 2000 ot/min - typ IRC, 460 k (338 kW) při 2250 ot/min typ V-S2, 640 k (470 kW) při 2400 ot/min - typy VIII, IX
- maximální výkon při zemi: 550 k (404 kW) při 2350 ot/min - typ IRC a V-S2, 690 k (507 kW) při 2750 ot/min - typy VIII, IX
- maximální výkon ve výšce: 530 k (390 kW)/3400 m - typ IRC, 525 k (386 kW)/3600 m a 570 k (419 kW)/4800 m - typ V-S2, 730 k (537 kW)/3550 m a 840 k (618 kW)/4100 m - typy VIII, IX
- ekvivalentní výkon typu IRC: 775 k (570 kW)
- specifický výkon IRC (při ekv. výkonu): 27,07 k/l (19,9 kW/l)

## Galerie

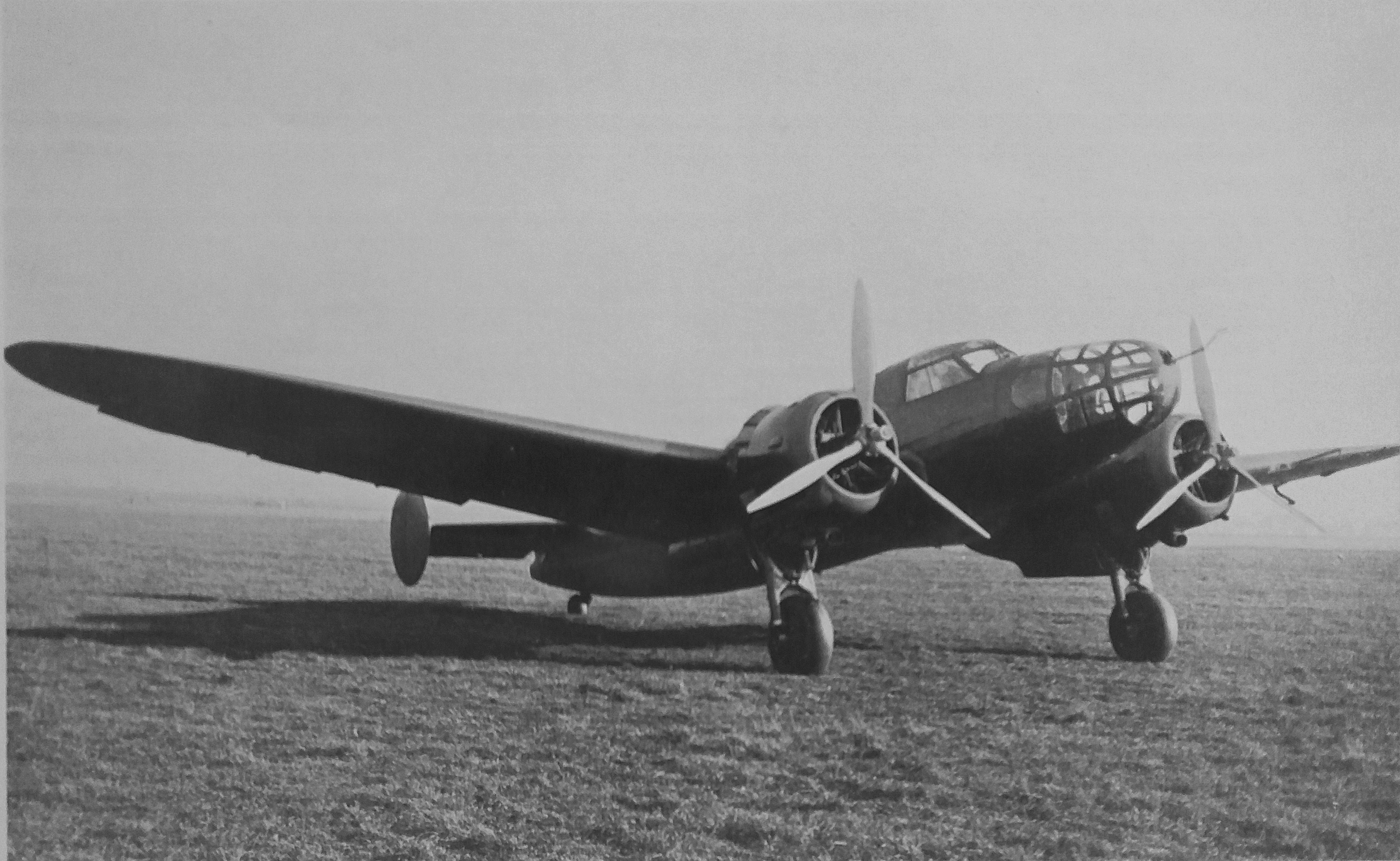
Aero A-300 (motor Merkur IX, 1938)
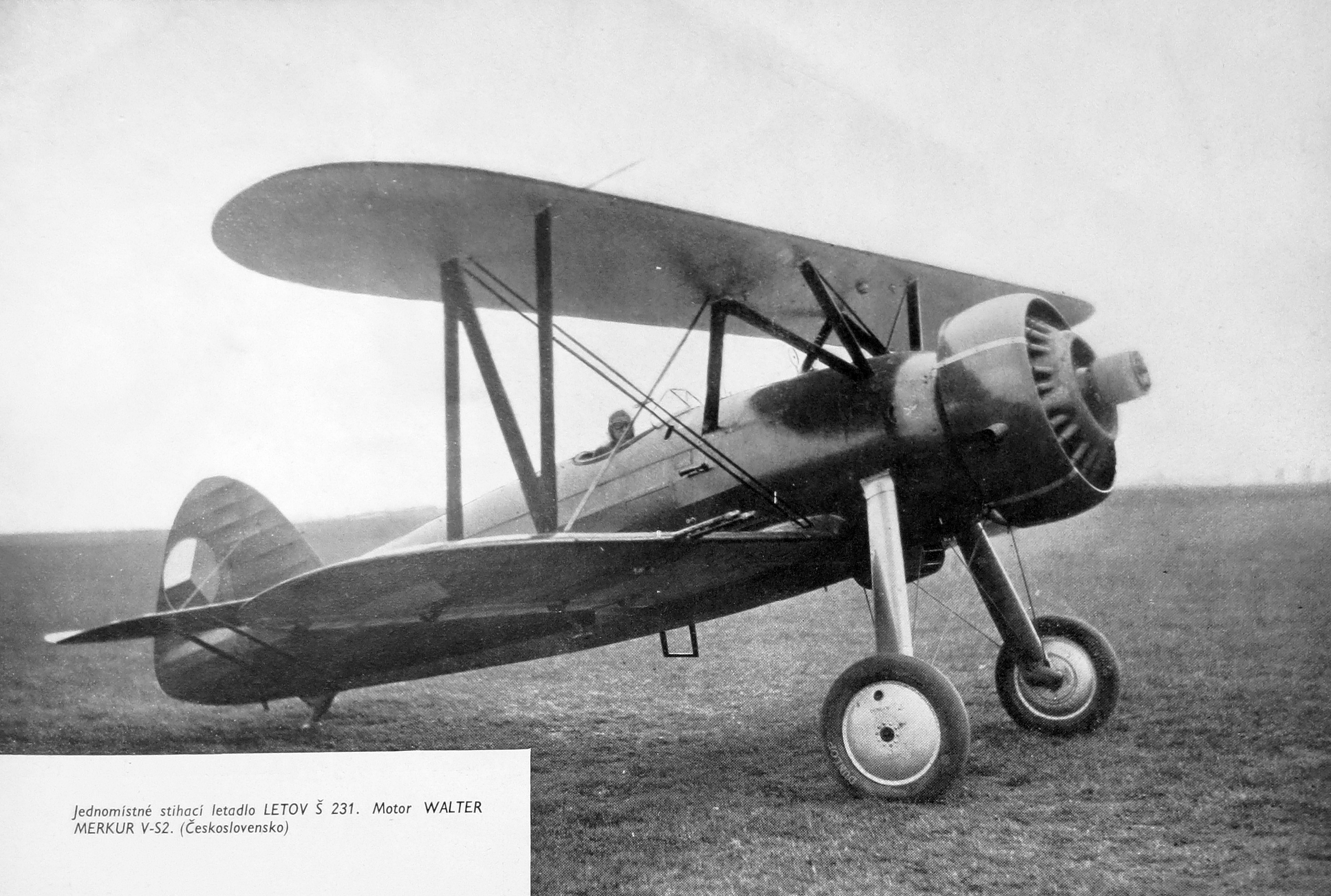
Letov Š-231 (motor Walter Merkur V-S2, 1936)